# チエムホア県

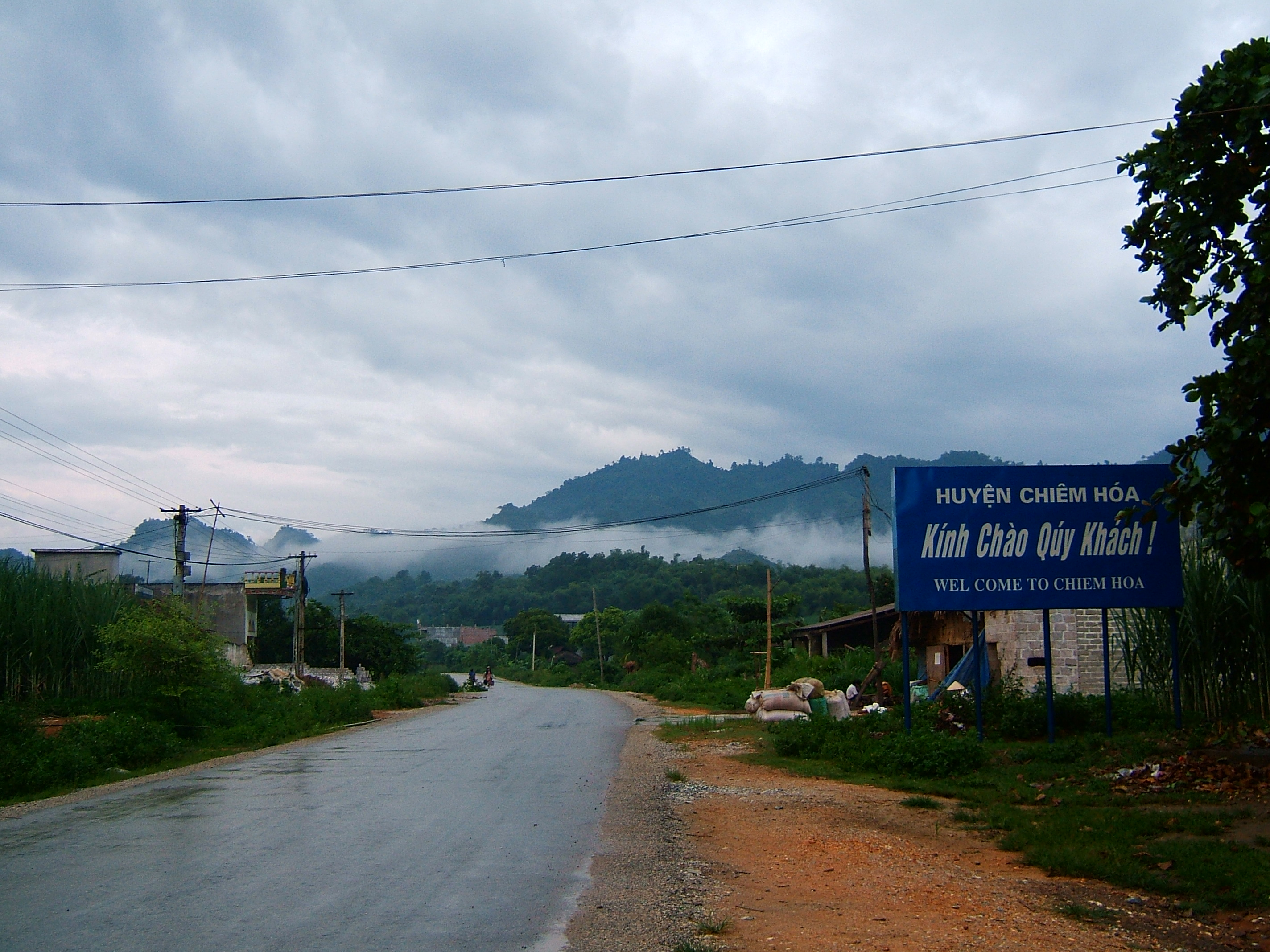
地区の入り口

チエムホア県（チエムホアけん、ベトナム語：Huyện Chiêm Hoá / 縣霑化?）は、ベトナム社会主義共和国トゥエンクアン省の県。面積は1,280.38 km²、人口は124,337人（2011年）である。